# Incident d'émanation
 (décembre 2022).

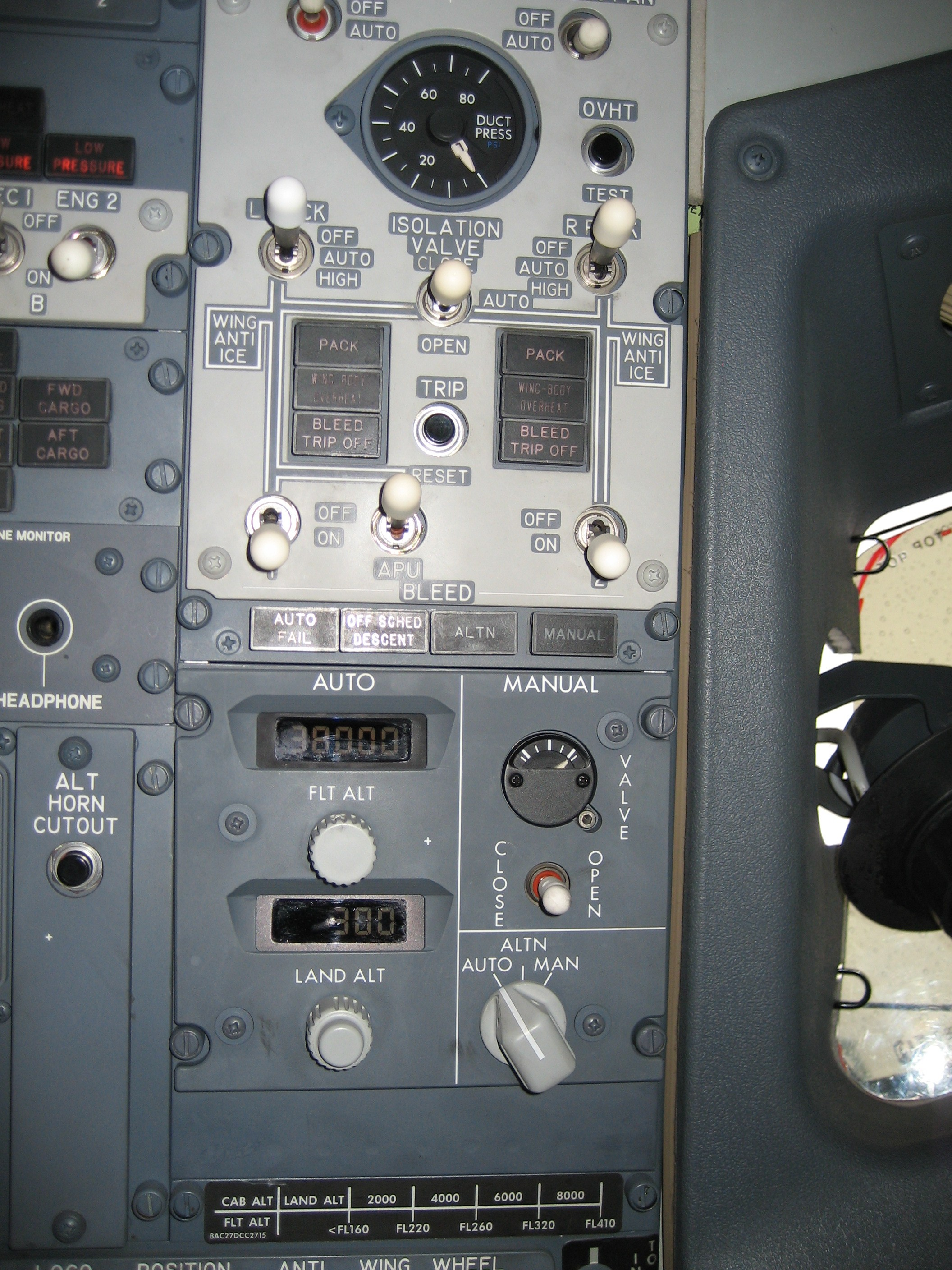
Tableau de commande de pressurisation et de prélèvement d’air d'un Boeing 737-800.

Dans un avion, est nommé « évènement feux, fumées, odeurs », incident d’émanation, émanation de gaz, ou évènement toxique (en anglais : fume event) un moment où l’air extérieur prélevé dans le moteur pour pressuriser et climatiser la cabine et le cockpit est contaminé par des fluides tels que de l'huile moteur ou un fluide hydraulique, du liquide antigivrage et/ou d'autres produits chimiques potentiellement dangereux, seuls ou en mélange.
Souvent, aucune odeur ni fumée ne sont perceptibles et parfois les témoins évoquent une odeur de « poil de chien mouillé », ou de « chaussettes moites ». C’est une des sources possibles du syndrome aérotoxique (l’une des sources car l’air de cabine peut aussi contenir des insecticides (pulvérisations obligatoires pour certaines destinations) et des traces de retardateurs de flamme, de désinfectants, etc.).
Ce syndrome affecte essentiellement le personnel de bord (parfois affecté d’une subite incapacité à exercer ses fonctions), mais plusieurs fois des effets sur la santé de passagers ont été signalés après un tel évènement. Selon S Michaelis, J Burdon & VHoward, rien qu’en 2015, plus de 3,5 milliards de trajets/passagers et 0,5 million de trajets de membres d'équipage ont été exposés à de faibles niveaux d'huile moteur dans l’air intérieur des avions,, ; il est donc urgent d’établir un protocole médical clair et reconnu pour mieux diagnostiquer et traiter ce syndrome professionnel.

## Sources de toxicité de l’air de pressurisation/climatisation des avions
L'air intérieur des aéronefs est pressurisé et contrôlé par un système dit ECS (environmental control system). Ce dernier peut être pollué par divers contaminants particulaires, gazeux et biologiques (pollens, microbes…). En particulier, des résidus d'huiles et de fluides hydrauliques (COV et composés organiques semi-volatils ou SVOC) peuvent contaminer l'air prélevé dans les moteurs où se fait dans la plupart des cas la prise d'air de pressurisation ; plus précisément, ces résidus peuvent provenir de l'air capté dans l'étage du compresseur du moteur (dit air de purge) et/ou du groupe auxiliaire de puissance (GAP ou APU pour les anglophones), mélangé à environ 50 % avec l'air recyclé de la cabine. Seuls les particules et microbes sont correctement filtrés dans les boucles de recirculation, par des filtres homologués, si leur maintenance est correcte.

### Huiles minérales addtitivées
Des huiles spéciales sont nécessaires pour les moteurs à turbine de réacteurs d’avion (ex : huile « Mobil Jet Oil II » très souvent). Elles sont irritantes et contiennent des produits chimiques neurotoxiques dont un organophosphoré : le phosphate de tricrésyle,,,,,.
Leur dangerosité pour la santé est reconnue par les fabricants, et diverses études, mais au début des années 2000, l'industrie aéronautique affirme que cette huile de moteur ne contient pas assez de produits toxiques pour causer des dommages persistants sur la santé, et que les fuites vers les prises d'air sont si minimes qu'elles seraient acceptables.
Mais des preuves historiques permettent de mettre en doute cette assertion : par exemple : la toxicité des esters de tri-crésylphosphate (TCP) est connue depuis 1899. Les isomères TCP mixtes, principalement des méta et para-isomères sont utilisés dans les moteurs d'avion comme additifs anti-usure dans les huiles de moteur d’aviation ; en 1959 ; plus de 10 000 personnes au Maroc ont été paralysées ou autrement affectées après avoir ingéré de faibles quantités de phosphate de tricrésyle dans de l'huile alimentaire,.
Selon son étiquetage ou ses fiches de sécurité, l’huile moteur utilisée dans les réacteurs peut provoquer des maux de têtes, des vertiges, une somnolence, des nausées et d’autres effets sur le système nerveux central, ; et par ailleurs divers organophosphorés sont connus pour induire une neuropathie retardée après une exposition chronique,,,. « les lubrifiants utilisés dans les avions de ligne commerciaux doivent tous satisfaire à la spécification AS5780C (version 2014), qui spécifie les propriétés du lubrifiant, mais non leur composition » (composition qui varie selon les marques et les époques, mais qui à ce jour pour des raisons de performance implique l’utilisation d’« esters synthétiques, qui nécessitent à la fois des antioxydants pour améliorer la stabilité de l'huile et des esters de phosphate pour améliorer les propriétés lubrifiantes et réduire l'usure du moteur »).
Même en fonctionnement normal, lors de certaines phases du vol, les meilleurs joints de palier (mécanique) et roulements de moteur d’avion laissent fuir (continuellement ou par intermittence) une très faible quantité d’huile moteur, (et des quantités plus importantes en cas de défaillance du joint). Parmi les additifs possibles de l'huile de palier (devant alors figurer sur l’étiquetage) figure la phénothiazine (reprotoxique).
L’huile moteur «  Mobil Jet Oil II  », la plus utilisée au monde par les avions à réaction contient moins d’ortho-isomères de TCP qu’autrefois, en partie pour préoccupations toxicologiques, pour limiter sa contribution aux neuropathies retardées induites par les organophosphates (OPIDN). Megson en 2016 a montré qu’elle contient 4 isomères de TCP pour 3 à 5 % de son contenu : TmmmCP, TmmpCP, TmppCP, TpppCP avec un ratio spécifique également retrouvé dans une étude de l'AESA sur la contamination de l’air intérieur des avions. Certaines huiles d'avion sont étiquetées H351 : « Susceptible de provoquer le cancer » mais en 2002, Chris Winder (toxicologue) et Jean Christophe Balouet (expert en criminalistique environnementale) estimaient que « les informations accessibles au public telles que les étiquettes et les fiches signalétiques sous-évaluent les dangers de ces ingrédients, et dans le cas des phosphates ortho-crésyliques de plusieurs ordres de grandeur. ».

### Fluides hydrauliques
Contrairement au phosphate de tricrésyle, un fluide hydraulique (esters phosphatés, tels que le skydrol créé en 1948 par Douglas Aircraft et Monsanto, ou l'HyJet Hydraulic Fluid d’ExxonMobil) n'est pas réputé toxique à faible dose, mais il est extrêmement irritant pour les yeux et la peau, ce qui crée un danger pour les pilotes lors d'un « épisode de fumée », sans séquelle durable selon les fabricants.

### Résidus de liquide de dégivrage
Le liquide de dégivrage a une forte odeur mais n'est pas très irritant ni réputé très toxique s'il est inhalé. Par contre, il présente une toxicité élevée s’il est ingéré.

### Produits secondaires (de pyrolyse) ou mélanges
Lors de l'utilisation d'huile moteur sous haute pression et haute température (environ 500 °C dans le moteur et jusqu’à 17 000 °C aux points et moments les plus chauds), les composants de cette huile évoluent et leur nombre augmente (par exemple « des températures élevées peuvent entraîner l’isomérisation du crésol et des réactions d’hydrolyse et d'addition conduisant à une large gamme d’esters de phosphate »).
Outre le TCP qui dans les années 2010 représe environ 3 % de la composition de l'huile moteur les vapeurs d'huile (en partie dégradées ou pyrolysées),,, introduites dans l'avion en cas de fuite de joints dans le compresseur de la turbine peuvent aussi contenir aussi des traces de phosphate de trixylényle (TXP), de phényl naphtylamine (ou N-phényl-1-naphtylamine, irritant et sensibilisant), d’acroléine, d’amines, d’acide carboxylique, de monoxyde de carbone, de formaldéhyde, ou encore de toluène et de xylène (deux solvants neurotoxiques) qui présentent tous des risques pour la santé.
À la fin des années 1990, de très rares études d’évaluation de l’air intérieur de la cabine ou du poste de pilotage avaient recherché quelques-uns de ces composés (ex : Crump et al. en 2011) mais aucune études n’ont envisagé de rechercher toutes ces substances, ou d’autres susceptibles de s’être formées par combinaison (avec de l’ozone ou entre eux) de ces composés chimiques. Or, à titre d’exemple, une neurotoxine (triméthylolpropane phosphate ou TMPP) peut se former à partir de TCP et de triméthylolpropane ester aux températures élevées que l’on trouve dans le compresseur du turboréacteur.
De manière générale, en 2020, de nombreuses inconnues toxicologiques persistent sur les effets potentiellement néfastes sur la santé d’expositions (aiguës ou chroniques) à des mélanges de contaminants (cf. « effet cocktail ») ; Selon le chimiste universitaire David W Johson (2017) : « bien que la toxicologie de certains composés soit individuellement connue, la toxicité par inhalation de mélange très complexe, y compris d'aérosols associés à la fumée n'est pas comprise. Compte tenu de ces incertitudes, l'utilisation d’air prélevé sans filtration pour la pressurisation présente un risque inacceptable pour les passagers et l’équipage ».

### Ozone
L'ozone fait partie des polluants préoccupants des vols d'altitude, long-courriers notamment,,,,,,. Les constructeurs ont obligation de prendre des mesures pour en limiter les teneurs dans l'avion.
En dépit d'une généralisation progressive des convertisseurs d'ozone, l'air de cabine peut encore présenter une teneur en ozone assez élevée pour dégrader la qualité de l'air intérieur (par exemple, pour 83 vols intérieurs et internationaux étudiés aux États-Unis, la teneur médiane en ozones n'était que de 9,5 ppb mais pour 13 vols (16 % des cas) elle dépassait 60 ppb, atteignant même 256 ppb dans un cas).
Même à faible dose, cet ozone peut directement indisposer les passagers ou le personnel de vol (une relation dose-réponse est observée pour la congestion nasale, les yeux qui piquent et une gêne respiratoires, des voies supérieures) outre une sensation de bouche sèche ; ceci est d'autant plus vrai que la durée du vol est longue.
Cet ozone est aussi un précurseur qui interagit avec d'autres molécules pour former des polluants secondaires (particules ultrafines notamment, « révélatrices d'une chimie initiée par l'ozone »),,,.
Ce super-oxydant est très présent (cf. couche d’ozone) aux altitudes typiques des croisières commerciales à environ 10 km ou plus). Ces symptômes sont souvent exacerbés par un air trop sec.
Il peut être réduit par des systèmes ad hoc de traitement de l'air,. Depuis 1985, la Federal Aviation Administration (FAA) des États-Unis exige qu'un convertisseur catalytique à l'ozone soit installé dans tout avion volant sur des routes où l'exposition à l'ozone devrait être importante (ASHRAE 2013 ; U.S.F Federal Aviation Administration 1980).
En 2015, des scientifiques ont suggéré que le règlement de 1985 de la FAA soit réexaminé pour garantir de faibles niveaux d’ozone pendant tous les vols car « les performances des convertisseurs catalytiques peuvent considérablement se dégrader au cours de leur durée de vie, leur utilisation obligatoire doit être associée à des entretiens réguliers et vérifications de performance ».

### Autres produits, émis dans la carlingue
De tels produits peuvent avoir une toxicité intrinsèque ou interagir avec les produits cités ci-dessus.
- Des insecticides sont couramment trouvés comme contaminant gazeux d’avions commerciaux. Depuis 2013, une norme 161-2013 publiée par l'American Society of Heating, Refrigeration and Air Conditioning Engineers (ASHRAE) recommande fortement la pulvérisation de pesticides sur les avions inoccupés avant l'embarquement (ASHRAE 2013)[65], mais ils sont parfois pulvérisés dans les cabines occupées conformément aux réglementations de certains pays (ex : Inde, Panama, Madagascar, Uruguay, Zimbabwe...)[66].

Le devenir des pesticides et de leurs résidus dans l’avion a été très peu étudié, de même pour leur effet sur la santé des passagers et membres d'équipage. Isukapalli et al. ont en 2013 étudié leur dispersion/dépôt, en fonction du taux de renouvellement de l’air, mais via des simulations numériques de dynamique des fluides (CFD.
- L'éthanol est un contaminant de plus en plus fréquent, introduit par les désinfectants des passagers ou les lingettes présentées avec les repas servis à bord.

## Fonctionnement/Dysfonctionnement et limites du système de pressurisation/climatisation de l’avion
Les avions de ligne (et militaires) volent à des altitudes où l’air est glacial (jusqu'à −55 °C-−60 °C), raréfié et sous faible pression ; la cabine doit donc être pressurisée pour équilibrer la pression (oreille interne) et fournir aux pilotes et passagers une quantité suffisantes d'oxygène.
Depuis les années 1950, sauf dans de très rares cas, les constructeurs ont abandonné le compresseur électrique antérieurement utilisé, pour adopter un système de pressurisation consistant à prélever l’air extérieur dans la section « compresseur » du turboréacteur, juste après le compresseur et juste avant la chambre de combustion (ce qui allège l’avion et diminue sa consommation d’énergie).
Cet air très chaud car il a été brutalement compressé ; il est ensuite refroidi par un échangeur de chaleur puis dirigé vers les climatiseurs, qui le refroidissent encore à la température programmée pour la cabine. Dans la plupart des avions de ligne, l’air de cabine n’est pas filtré entre son point de prélèvement dans le moteur et son injection dans la cabine, seuls des filtres intérieurs traitent parfois les virus, bactéries ou poussières dans l'air mis en recirculation dans la cabine.
Plusieurs sources de contamination de l’air intérieur par de l’huile moteur existent alors, :
1. le moteur à réaction d’un avion étant exposé à d’importantes et parfois brutales variations de température et de pression, ses paliers ou chambres de lubrification nécessitent des dégagements d'étanchéité minimaux pour fonctionner normalement ; autrement dit, le système autorise des microfuites d'huile, huile qui est alors potentiellement en partie directement aspirée et envoyée vers la cabine de l’avion, en condition normale de vol ; Ceci est confirmé par les analyses faites en vols normaux (sans incidents) à la demande de la FAA : « Des isomères de TCP ont effectivement été détectés dans environ 18 % des échantillonneurs embarqués, contre aucun dans les contrôles faits avant le vol ; et les profils de pic des isomères de TCP trouvés dans les échantillons faits en vol correspondaient étroitement à ceux des échantillons d'huile tels que testés par les fabricants »[73] ; l'exposition individuelle des personnels de vol n'a pas pu être mesurée, car aucune des cinq compagnies aériennes sélectionnées pour l'étude n'a accepté que leur personnel soit doté d'un échantillonneur ; seul l'air moyen de la cabine a pu être mesuré)[73] ;
2. défaut dans la pose du joint, dans sa qualité ou autres défaillances mineures du système (incluant joints usés changés trop tardivement) ;
3. irrégularités de maintenance ;
4. autres défauts de conception.

- Des convertisseurs catalytiques existent, parfois installés dans le circuit de prélèvement d'air de certains avions. Comme les pots catalytiques ils ne fonctionnent qu'à chaud : a minima 150 °C et idéalement plus de 200 °C. Ils doivent donc être installés dans les zones à haute température de l'ECS de l'avion : après le moteur ou l'unité auxiliaire de puissance. Ils sont donc inefficaces au démarrage du moteur, et en outre « sur la base de l'expérience de l'industrie aérospatiale comme pour les convertisseurs catalytiques d'ozone en oxygène, il est connu que les convertisseurs catalytiques accumulent des contaminants et perdent progressivement en efficacité à mesure qu'ils accumulent des heures et des cycles de fonctionnement. De plus, ces unités peuvent être empoisonnées par des événements de fumée « épisodiques », lorsqu'une forte concentration de contamination d'huile pénètre dans le système d'air dans un court intervalle de temps »[8]. Ces empoisonnements ou encrassage du filtre catalytique impliqueraient de changer le convertisseur (ce qui ne peut pas aujourd'hui être fait en vol) ou un système fiable et très rapide de nettoyage/régénération du catalyseur (encore à inventer)[8].
- Théoriquement, un plasma non-thermique peut conjointement oxyder les COV, les microbes et les particules organiques présents en faibles concentrations dans l'air, grâce à des radicaux libres et à de l'ozone générés par de l'électricité dans le réacteur à plasma. Cependant outre que ce système est énergivore, et qu'il peut facilement libérer de l'ozone polluant, il exige un long temps de séjour de l'air contaminé (faute de quoi il libérera dans l'air conditionné des intermédiaires de réaction partiellement oxydés parfois plus toxiques que sa molécule mère. Enfin, si des molécules autres que l'hydrogène et du carbone sont présentes dans les COV et c'est le cas dans l'air contaminé par des fluides techniques, des métaux, du phosphore ou du chlore, de l'acide chlorhydrique ou phosphorique, etc. seront libérés dans l'air.

## Gestion des événements accidentels
En cas d’introduction de fumée ou d’odeur anormale dans un avion, les pilotes dans le poste de pilotage doivent utiliser des masques à oxygène sous pression pour éviter de respirer un polluant potentiellement incapacitant. Des lunettes sont même disponibles si le contaminant est irritant pour les yeux, mais aucune protection n'est disponible pour les passagers (les masques à oxygène de cabine ne visent pas à protéger contre les fumées, et ils ne tomberont qu’en cas de dépressurisation de l’habitacle). L'équipage de cabine peut utiliser des masques à oxygène portables s'ils identifient l'événement de fumée à temps.
Si les fumées ne disparaissent pas rapidement après tentative de diagnostic et de résolution du problème, le vol est détourné vers un proche aéroport pour atterrissage d’urgence.
Si l’évènement est grave, l'avion peut descendre à une altitude de 10 000 pieds (3 000 m) ou moins où une dépressurisation devient possible sans risque.

## Syndrome aérotoxique, effets sur la santé
Ce syndrome n’est pas encore officiellement reconnu par la médecine, mais il répond aux critères de Bradford Hill et est considéré comme effectif par de nombreux scientifiques, médecins et spécialistes de la qualité de l’air qui estiment qu’il concerne probablement des milliers de navigants et que dans les cas aigus, le comportement du pilote peut être affecté jusqu’à une incapacité complète à agir, de répondre à des questions, ou à des comportements irrationnels évoquant un trouble neurologique grave. Les séquelles en sont souvent une fatigue chronique et d’autres symptômes variant selon les cas.
Les conséquences sanitaires des effets d’événements de fumées (notamment s’ils sont répétés chez le personnel de bord) sont encore mal comprises par la communauté médicale, mais des médecins comme le pneumologue allemand Frank Powitz, spécialisé dans le traitement du SA (syndrome aérotoxique) affirme que ses patients présentent bien des signes cliniques objectifs, identifiables par les médecins. Cependant ces signes et symptômes d'exposition sont facilement diagnostiqués à tort comme d'autres affections courantes (nausées, vomissements, maux de têtes sont des symptômes courants d’autres maladies…), d’autant que le délai entre l'exposition aux fumées et le début de certains des symptômes associés peut être long.
En 2016, un rapport de la FAA conclut que dans le personnel de vol, « la prévalence de symptômes neurologiques (ex : maux de tête sévères, étourdissements, engourdissements / picotements dans les extrémités, perte de mémoire) qui ont été décrits comme suffisamment graves pour demander un traitement médical est une source de préoccupation ».
Une hypothèse récentes (2018) est que ces fumées contiennent des nanoparticules capables de passer la barrière des muqueuses poumons ou du tube digestif, très difficiles à filtrer et susceptibles de contribuer à la bioaccumulation de certains composés toxiques.

## Histoire
En 1935, P.R Bassett, dans un article sur le confort du passager dans le transport aérien notait qu’en avion « la moindre trace d’odeur provoque un inconfort extrême ».
Un brevet 651.576 intitulée « Améliorations apportées aux aéronefs à cabine pressurisée et se rapportant à ceux-ci » proposait l’ajout d’un purificateur d’air (`` Purifer ‘’) entre la prise d'air située dans le moteur et la cabine de l'aéronef, mais en 70 ans le seul aéronef doté d’une quelconque forme de filtration a été le Boeing 757 ; Certains avions (tels que le Boeing 377 Stratocruiser) sont équipés de détecteurs de monoxyde de carbone et de filtres basiques, mais aucun avion de transport civil n’a jamais été équipé de détecteurs/avertisseur d'air contaminé par des résidus d’huile moteur, malgré le fait que les nouvelles huiles introduites dans les moteurs depuis la mise en service du J-57 et de tous les moteurs à réaction qui ont été la cause de très nombreux événements de contamination de l’air intérieur d’avions.
En 1951, un nouveau moteur à réaction (moteur Pratt & Whitney J57 dit « J-57 ») lance une nouvelle génération de moteurs, plus puissants mais générant des températures internes si élevées qu’ils ont nécessité l’invention d’huiles synthétiques beaucoup plus résistantes ; les militaires imposant à cette occasion une spécification dite MIL-L-7808, qui a suscité de nouvelles huiles additivées (dites de type un ou trois centistoke).
Dès 1953, soit un an après la mise en service du Boeing B-52 Stratofortress un document interne de Boeing (ref: D-14766-2) reconnaissait sur cet avion de fréquents évènements de contamination de l’air intérieur par des huiles moteur,.
En 1955, un article de Ted A. Loomis (capitaine MC) et de Stephen Krop (Ph. D), intitulé « Contamination de l'air des cabines dans le RB-57A », explique que des études ont porté sur une situation où des humains ont été exposés à l'air de la cabine (lors d'essais du moteur alors que du lubrifiant était pulvérisé dans l'admission du moteur) ; selon les auteurs, on a ainsi « démontré qu'une maladie peut survenir à la suite d'une telle exposition (…) La fumée ou le brouillard ne sont pas une indication suffisante qu'une quantité excessive de lubrifiant est utilisée par le moteur car les symptômes sont apparus avant que des quantités de lubrifiant suffisamment importantes pour produire de la fumée ne soient présentes (…) Il serait raisonnable de s'attendre à une maladie semblable après une exposition prolongée à des concentrations encore plus faibles de lubrifiant (et/ou de ses produits de dégradation) que celles utilisées dans cette étude ».
En 1956, G Jitzes publie un article sur les problèmes de contamination de l’air de la cabine d’une avion.
En 1956 toujours, un autre document, émis par l’Aviation nord-américaine montre que les fabricants d’avions connaissaient ce problème depuis deux ans, et qu’ils l’avaient principalement attribué aux microfuites des joints de roulements du compresseur. La conclusion de ce document était qu'utiliser un compresseur indépendant serait la meilleure méthode pour éliminer cette contamination de l'air mais... « aussi la plus lourde, la plus compliquée et la plus chère ». Ces deux document et d’autres alertes ont dans un premier temps incité l'industrie aéronautique à équiper de nombreux premiers avions à réaction de turbocompresseurs dédiés à la pressurisation et au renouvellement de l’air intérieur, en veillant à éviter une contamination par l’huile synthétique (ce fut le cas pour le Boeing Dash 80 (Boeing 707), le Douglas DC-8, le Convair 880 et le 990 mais, de fait, la prise d’air dans le réacteur s'est généralisée et a perduré durant les près de 70 ans qui ont suivi.
Dans les années 50-60, côté européen, les avionneurs utilisant les moteurs anglais Rolls-Royce ont délibérément pressurisé leurs avions, dont le Comet (1er avion de ligne à réaction de l'histoire de l'aviation civile) et le Sud-Aviation SE 210 Caravelle, avec de l’air prélevé dans le compresseur dit « air de purge » sans le filtrer, et sans système de détection de fuite, sans système d’alerte en cas de contamination de l’air intérieur. Le dernier avion à ne pas utiliser d' « air de purge » prélevé dans le moteur a été le Vickers VC10 (1962). Bien que le nombre d’incidents n’ait cessé d’augmenter, il faudra attendre 47 ans pour qu’un seul modèle d’avion (le Boeing 787, en décembre 2009) vole à nouveau sans qu’on y respire un air de purge, au profit d’air extérieur prélevé hors-moteur et comprimé par des compresseurs électriques Jusqu'à aujourd'hui (2020), sauf rares exceptions, l'air de cabine contient environ 50 % d'air fraichement prélevé dans le moteur et 50 % d'air recirculé, mais ceci pourrait changer.
En 1973, la revue Aviation Medicine and Safety Research publie un article intitulé « Analytical Considerations Concerned with Cephalagia on the DC-10 » ; on y lit : « Il semblait tout à fait probable que la source des maux de tête soient des contaminants provenant de la source d'air de purge du moteur pour la pressurisation de la cabine ».
En 1977, plusieurs toxicologues s’inquiètent à nouveau des conséquences sanitaires de l’inhalation d’huile de synthèse de moteurs d’avion.
En 1984, un document interne de British Aerospace montre que l’on cherche encore à atténuer les odeurs et à gérer le problème plutôt qu’à empêcher l’entrée d’huile et de résidus toxiques d’huile dans l’habitacle de l’avion. Cette même année un médecin du travail américain dans son rapport suggère que l’huile moteur Mobil Jet II a été « impliquée comme agent causal » d’effets néfastes sur la santé subis par 8 personnes ».
En 1999, le terme syndrome aérotoxique a été suggéré pour décrire les effets sur la santé observés chez les équipages et les passagers les plus exposés à l'air de cabine ou de cockpit contaminé par des fluides synthétiques introduits dans le système de pressurisation/climatisation.
Depuis la fin du XXe siècle, un convertisseurs d'ozone (OZC) est inclus dans l'équipement standard des long-courriers (selon SAE International, 2000 : en 1997 environ la moitié des gros porteurs en avaient mais certains types d'avions à fuselage étroit étaient moins équipés ; néanmoins en 2001, les 2/3 des Airbus A319, A320, and A321 en avaient selon M.Dechow), et des convertisseurs combinés COV/ozone (VOCZ) sont optionellement disponibles dans certains Airbus (Airbus A320, A330/A340 et A3804) mais leurs catalyseurs peuvent s'encrasser en cas d'incident d'émanation.
Dans les vols commerciaux et certains vols militaires, l’odeur d’huile moteur a souvent été le plus souvent masquée par l'odeur de fumée de tabac. Depuis l'interdit de fumer en cabine, demandée par un rapport du NRC au Congrès en 1986, mais progressivement introduite aux Etats-Unis d’abord dans les vols intérieurs de deux heures ou moins (en avril 1988) ; puis lors de vols de six heures ou moins (à partir de février 1990), puis pour tous les vols nationaux et internationaux en 2000, on observe un signalement plus fréquent et plus précis d'événements de pollution de l’air intérieur par des huiles.
En 2002, le NRC américain (émanation de l'Académie américaine des sciences) suggère, au vu des incohérences entre données disponibles, rapports d'évènements et rapports de santé que de nouvelles études, indépendantes des compagnies, soient faites aaaa
« Vereinigung Cockpit », l’Association des pilotes allemands, a obtenu une analyse interne faite par une compagnie aérienne à partir de 167 mentions de journal de bord d’événements de fumées, sur une période d'un an et demie et analysés en 2009 (année figurant dans la fourchette de 8 ans d'étude BFU supposée collecter tous les événements de ce type pour toutes les compagnies). Selon ce document, les compagnies aériennes ont identifié des fuites d’huile dans 58 cas (l’APU ou « auxiliary power unit » étant le principal coupable), mais ce chiffre sous-estime le nombre réel de cas, car dans 79 des 167 cas mentionnés par le journal de bord, le bulletin de service obligatoire, qui aurait dû lancer une enquête de maintenance après un événement de fumée n'a pas été fait. Cette étude montre qu'une seule compagnie aérienne (de taille moyenne) a recueilli plus de preuves de contaminations d'huile moteurs et d’APU (58 cas) après une présence de fumée - en cabine en un an et demi - qu'en a déclaré tout le secteur transport aérien allemand en huit ans au BFU (40 cas en 8 ans), confirmant l’incohérence et la faiblesse statistique de la base de données sur les causes des fumées utilisée pour le rapport BFU de 2013.
En outre, durant 20 ans, les études ont principalement ciblé le TCP (tributylphosphate), confirmant au passage, par de nombreuses analyses, qu'en fonctionnement normal de l’avion ce TCP est couramment trouvé dans l’air intérieur (dans 25 à 100 % des échantillons d'air prélevés pendant les vols selon les études). Du TBP a été retrouvé dans 73 % des vols, et de faibles niveaux de TBP et de métabolites du triphénylphosphate (TPP) a été détecté dans 100 % des échantillons d’urine réalisés.
Une controverse persiste cependant sur les sources et circonstances exactes des contaminations et sur la toxicité des hydrocarbures organiques volatils pyrolysés ou d'autres substances retrouvées dans l’air intérieur de l’avion,,. Dans les années 2010, la relation causes-effets n’est pas clairement démontrée, les taux de produits mesurés en cabine sont souvent inférieurs aux normes « acceptées par l’industrie » et même quand de la fumée est visible ou quand une odeur est nettement perçue en cabine, les symptômes rapportés par les personnes affectées sont si variables et si peu spécifiques que leur l'examen scientifique n'amène pas à produire de preuves de cause à effet.
En 2015, l'ICAO publie un guide de bonnes pratiques en cas de d’évènement de fumée en cabine.
Cette même année, un article du Sunday telegraph, intitulé « Warning over toxic fume in plane cabins » (alerte sur les émanations toxiques polluant l’air des avions) (thème qui sera repris en 2018 avec un autre article « Toxic air cabin fumes won’t be probed at BA pilot’s inquest ».
Alors que, au moins jusque vers 2015, la médecine aéronautique communiquent en disant qu'il n'y a pas d'effet à long terme clairement prouvés sur la santé des « événements de fumées », des groupes de défense des consommateurs et/ou du personnel navigant (qui y est a priori plus souvent exposé), ainsi qu’un nombre croissant de scientifique affirment qu’au contraire, une exposition chronique à ces polluants peut provoquer chez certains personnels navigants, voire chez les usagers courants de l’avion, une affection médicalement sous-estimée dite « syndrome aérotoxique ».
En 2009, l’avocate américaine (Alisa Brodkowitz) a eu accès à plusieurs documents internes de Boing, prouvant que bien que l’enjeu soit souvent encore vers 2015 considéré comme « émergent » (au moins du point de vue de sa compréhension toxicologique), le constructeur Boing avait dès 1953 connaissance du problème de contaminations de l’air intérieur de ses avions par des fumées ; en particulier un rapport interne au siège de la compagnie (à Seattle), datée du 18 décembre 1953 incluant les commentaires suivants : « les potentiels effets toxiques de la contamination restent inconnus (…) des augmentations évidentes du niveau de contamination ont été notées lors de changements dans les conditions de puissance du moteur ».
Alisa Brodkowitz critique aussi Airbus ou d’autres constructeurs qui présentent selon elle les mêmes défauts de construction.
Seules deux compagnies (Air France et easyJet) ont accepté de répondre - via leurs deux médecins conseils - à une enquête d’envoyé special (Antenne 2) sur le sujet ; ces médecins (Vincent Feuillie d’Air France et Tim Stevenson easyJet) ont tenu à peu près le même discours, en s’appuyant sur une étude de l’EASA (publiée en mars 2017 après des années de demandes d’associations de victimes ;
1. selon ces compagnies, l’air de cabine est sain et même meilleur qu’au sol, dans les habitations ou les jardins d’enfants (selon T Stevenson), et moins pollué que celui qu’on respire en voiture ou en train ou en transport en commun pour se rendre à l’aéroport (selon V. Feuillie)[23]. L’étude de l'EASA reconnait une contamination de l'air de cabine par des huiles, mais à des seuils jugés sans danger (« aucune mesure n’a atteint un niveau critique ou inhabituel pour un environnement clos), mais aucune analyse n’a porté sur l’air respiré durant un incident d’émanation, regrette Vincent Peynet (IRES)[23] ; une lacune reconnue par l’EASA qui a lancé une nouvelle étude de 3 ans sur le sujet.
2. Ces incidents seraient « extrêmement rares » ; un événement environ pour 100 000 heures de vol pour lequel on retrouve une cause, selon Vincent Feuillie (Air France), soit un événement par mois d’après le calcul des journalistes d’Envoyé spécial qui ajoute que d’après les rapports d’incidents de la base de données d’Air France, les pilotes en rapporte plutôt un par semaine, qui justifient souvent des atterrissages d’urgence avec messages Mayday et éventuel atterrissage en pilotage automatique, avec utilisation de masques à oxygène[23].
3. Selon ces deux compagnies, quand un « fume event » survient, les pilotes sont encouragés à produire un rapport, et l’avion est systématiquement pris en charge par la maintenance « pour identifier la source du problème », mais des incidents se sont répétés sur les mêmes avions d’easyJet[23].
4. Selon Boeing (2018) « L’air dans nos cabines est sans danger. Notre système de prélèvement d’air répond à toutes les exigences de la FAA (Federal Aviation Administration) », et selon Airbus, « les avions d’Airbus respectent toutes les réglementations de qualité de l’air et fournissent les meilleurs standards possibles » (réglementation qui n’imposent ni détecteur à bord ni filtres appropriés à ces types de contaminants, un représentant d’easyJet a cependant dit vouloir équiper sa flotte de détecteurs et de filtres « encore en développement » en 2018)[23].

Les ingénieurs concevant la pressurisation/climatisation des avions sont contraints par les exigences des opérateurs aériens, des avionneurs et des agences de régulation, mais au vu de l'« accumulation de preuves que les composés organiques volatils (COV) et d'autres condensats et vapeurs aérosolisés liés à la contamination de l'air respirable dans les avions modernes pourraient avoir des conséquences sur la santé et la sécurité des passagers et de l'équipage » des entreprises commencent à lister les technologies disponibles pour assainir l'air intérieur des aéronefs des gaz, aérosols et particules qui peuvent le contaminer : filtres jetables à charbon actif, oxydation photocatalytique, convertisseurs catalytiques voire oxydation par plasma non-thermique.
En 2017, easyJet, pour des enjeux de santé, a annoncé (en septembre) se préparer avec Pall Aerospace (un département de Pall Europe Ltd, entreprise basé à Portsmouth au Royaume-Uni et crée par David B. Pall (1914-2004), spécialisé dans la filtration des huiles, fluides hydrauliques et de l'air intérieur d'avions, hélicoptères, véhicules militaires...), à l’installation de filtres à air de cabine et du cockpit pour protéger ses passagers et pilotes, ce qui selon le Sunday Times serait le signe de la fin d’un déni ; la « première reconnaissance par l'industrie du syndrome aérotoxique ». Selon le journal, de premiers tests pourraient être faits en 2018 ; pour la première fois des capteurs avertiront le pilote que l'air est contaminé par des huiles moteur, des fluides hydrauliques ou du monoxyde de carbone (CO).
Puis Airbus annonce avoir testé un prototype prélevant l’air à la base des ailes (sur le Boeing 787 Green liner) et non plus dans le moteur.

## Modélisation
Des outils de modélisation plus détaillée de la contamination de l’air intérieur d’un avion (via son système de contrôle environnemental dit ECS) apparaissent. Ils cherchent à mieux tenir compte du volume de la cabine, du taux de renouvellement d'air, du type de contaminant, de la gravité de la fuite (source), du taux de recirculation d'air filtré et des taux d’absorption/adsorption aux points de dépôt commencent à être disponibles.
En 2019, un document intègre ainsi les effets de la recirculation de l'air dans la cabine et le cas où plusieurs lieux de sources de contamination coexisteraient, en intégrant la présence possible de filtres et de points de dépôt (lieux d’accumulation du contaminant et éventuellement de relarguage différé). Le calcul (feuilles de calcul) se base cependant sur des paramètres d'entrée jugés par l’auteur « plausibles » pour des avions classiques de passagers, sans que l’on ait de données sur les contaminations réelles possibles. Ce rapport discute et évalue cinq approches visant à diminuer le taux de contaminants en cabine, concluant que « les solutions plus efficaces impliquent des efforts de mise en œuvre plus importants ».
Selon l’auteur, sa méthode peut prédire les taux de contamination de l'air intérieur de l’avion indépendamment des paramètres industriels confidentiels.

## Biomonitoring
L'analyse de sang et l'analyse d'urine ne révèlent qu’une exposition récente. Or les organophosphorés sont aussi connus pour pouvoir être bioaccumulés dans l'organisme. Les scientifiques recherchent néanmoins des biomarqueurs d'exposition aux organophosphorés notamment
En 2017, Vincent Peynet (de l'Institut de recherche et d'expertise scientifique (IRES) de Strasbourg a donc proposé de doser le tri-crésyl-phosphate (TCP, additif d'huile moteur et retardateur de flamme) dans les cheveux, comme on peut le faire pour certains autres contaminants xénobiotiques se stockant dans le cheveux au fur et à mesure de sa croissance (organochlorés par exemple) ; ceci afin d’évaluer rétrospectivement plusieurs mois d'exposition chronique du personnel embarqué (ou de personnes prenant souvent l’avion).
Un protocole analytique a été développé, testé sur 46 membres d'équipage et sur un groupe-témoin de 35 personnes, puis validé, pour mesurer précisément le niveau de cinq isomères du tri-crésyl-phosphate (TCP) dans la matrice capillaire. « Une valeur seuil a été proposée pour attester d'une surexposition au TCP ».

## Lacunes d’évaluation toxicologique
Les agences responsables ne peuvent pas à ce jour garantir que les contaminants de l'air intérieur des avions aient été correctement évalués, car ils n'ont jamais été testés en conditions réelles, ni pour d’éventuels effets synergiques (entre eux ou avec l’ozone par exemple, ozone qui est bien plus présente à l'altitude de vol des avions, dans la couche d'ozone que dans la troposphère,).
Il est ignoré par exemple de quelle manière une moindre pression atmosphérique pourrait (ou non) modifier les effets de ces contaminants sur ou dans le corps humain, ou la manière dont ils vont se recombiner ou interagir avec l'ozone introduit dans l'avion, etc. (rappel : le degré de pressurisation de l'avion est prédéfini par le constructeur ; dans un avion de transport commercial la pression est généralement de 10,92 livres par pouce carré, soit l'équivalent une altitude de 8 000 pieds (environ 2,4km d'altitude) - dans les conditions atmosphériques standard de température et de pression des États-Unis - et non d'une altitude telle que le niveau de la mer. En altitude, l'air est froid et sec, mais quand l'avion en changeant d'altitude traverse des nuages, il est subitement très humide ; ces changements d'hygrométrie, de température et de pression influent probablement sur la chimie de l'atmosphère intérieure de l'avion.
Selon la thèse de doctorat de Susan Michaelis, malgré des dizaines d’articles scientifiques publiés depuis plus de 60 ans, les avionneurs, pour protéger leurs acquis et intérêts commerciaux, ont sciemment entretenu un déni sur la question des risques posés par l’inhalation de contaminants de l’air de purge. Ils ont été jusqu'à utiliser des méthodes telles qu’utilisées antérieurement par l’industrie du tabac (qui a elle-même longtemps dénié, dont par des études biaisées ou tronquées, la toxicité de la fumée de tabac dans l'habitacle des avions, alors qu'elle dépassait en réalité les seuils autorisés) et l'industrie de l'amiante (puis par les promoteurs du déni du changement climatique), toujours en entretenant le doute sur le lien de cause à effet. Des politiciens ont ainsi récemment révélé comment de l'argent a été versé pour payer leur silence (avec des accords confidentiels entre les fabricants et les compagnies aériennes déposés au Sénat australien) et comment certaines données ont été falsifiées pour que les équipages et les voyageurs n’aient pas un accès complet aux connaissances disponibles sur ce problème.
Susan Michaelis ajoute que les contaminants (avérés ou possibles) provenant des huiles moteur et des fluides pétroliers et hydrauliques ont presque uniquement été testés séparément et à froid sur le modèle animal ; jamais dans les conditions de températures et de pression d’un vol normal (ou en condition d’incident de fumée, c’est-à-dire en cas de fuite accidentelle de produits pyrolisé inhalés en quantités significative à la pression de l’habitacle. Des données militaires provenant de tests d'inhalation datant des années 50, très limitées, avaient pourtant conclu à un problème grave en cas d’inhalation d’huiles chauffées ; elles ont ensuite été ignorées.
Elle note que faute de détecteurs, les passagers ne sont toujours pas informés lorsqu'ils sont exposés à de l'air contaminé ; les compagnies aériennes ne respectent donc pas leur devoir de diligence, échouant à protéger leurs employés et leurs clients ; elles font simplement perdurer cette situation via le déni et la marginalisation des plaignants, en, s’appuyant sur les entités chargées de la sécurité, la santé et de régulation qui, dans le monde de l’aviation sont, pour certaines, totalement financés par l’industrie qu’elles doivent réguler.

## Actions en justice et information du grand public
En 2009, une avocate (Alisa Brodkowitz) et sa cliente déposent une plainte (qui sera suivie d’une autre plainte) contre Boeing pour défaut de conception de la prise d'air de la plupart de ses avions. Le procès est finalement évité par un accord l’amiable (montant resté secret),.
L’avocate estime en outre que les avions d’Airbus ou d’autres constructeurs présentent les mêmes défauts de construction.
Deux procès contre des compagnies aériennes (Turner contre Eastwest Airlines, et Terry Williams contre Boeing ont abouti à la reconnaissance de l’exposition aux fumées d’huile moteur comme cause.
En 2012 (12 décembre) un commandant de bord anglais de British Airways âgé de 43 ans (Richard Mark Westgate) est mort après une période de violents maux de têtes, de problème de vue et de perte de sensibilité périphérique (main, pieds) qu'il attribuait à une exposition répétée à l'air contaminé. Ceci a ouvert au Royaume-Uni un débat sur ce sujet. Bien que le premier médecin légiste ait évoqué « des symptômes évocateurs d’une exposition à un composé organophosphoré présent dans l’air de cabine d'avions » et ait exhorté British Airways « à prendre des mesures urgentes pour éviter de futures autres morts », l’enquête a conclu à une overdose de médicaments comme cause de la mort. Le coroner britannique qui enquêtait sur sa mort a cependant été si troublé par les documents qu'il a consultés, qu'il a écrit à BA et à la CAA pour exprimer ses préoccupations.
En 2014, un steward meurt subitement dans son sommeil après avoir souffert durant environ un an. L'autopsie suggère que sa mort pourrait avoir été causée par une exposition à de l'air contaminé.
Dans les années 2010 plus de 150 membres d’équipage de British Airways ont attaqué leur compagnie, appuyés par leurs syndicats (Unite the Union), et des procès de ce type ont aussi été lancés en France, Allemagne, Canada, Pays-Bas et en Australie. Avant cela des plaintes avaient déjà été déposées, puis retirées dans le passé (avec compensations financières).
Une association présidée par Tristan Loraine, un ancien commandant de bord de British airways s’estimant également victime du syndrome aérotoxique a organisé avec des universitaires une conférence internationale sur ce syndrome. (Aircraft cabin air conference, du 19 au 20 septembre 2017, à l’Imperial College London).
En 2017, alors que la preuve de la cause à effet est depuis des décennies difficile à établir car les symptômes sont peu spécifiques, les sensibilités individuelles peuvent varier, y compris pour des raisons génétiques, et il subsite encore un manque de données sur les doses d’exposition et sur les effets du cumul de ces doses, une étude démontre - pour la première fois - une « relation de cause à effet claire reliant les symptômes, les diagnostics et les résultats à l'environnement professionnel » ; elle suggère aussi de classer ce syndrome parmi les maladies professionnelles pour le personnel de bord ; Selon P. Macara, bien que le problème soit établi depuis plus d'une décennie, rares sont les cas de plaintes ayant abouti, principalement car les victimes ont la charge de la preuve et doivent s’appuyer sur une législation spécifique concernant la santé faute d’une loi générale sur la responsabilité civile délictuelle facilement applicable. Se fondant principalement sur l' affaire Richard Westgate, cet article conclut que la condition « but for » (cause directe démontrée) imposée par les assureurs du monde anglophone empêche dans ce contexte les demandeurs de démontrer tout lien de causalité entre leurs maladies et un (ou des) événement(s) d'émanation. Mais selon Delphine Defossez (dans la revue Air & Space Law en 2019), si d'autres études corroborent les constats de Michaelis et al. (2017), les compagnies aériennes « pourraient devoir faire face à de nombreux litiges d'anciens membres d'équipage souffrant de maladies chroniques ».
En 2018, la presse anglaise a dénoncé 167 cas de problèmes de syndrome de ce type chez des personnels navigants en 4 mois

### Vidéographie
- Fume event ; L’air des avions est-il toxique ? Reportage d’ « Envoyé spécial » (Antenne 2, France), publié le 26 avril 2018